# Бофорт (округ, Північна Кароліна)
Шаблон:StateAbbr_ 35°29′ пн. ш. 76°50′ зх. д. / 35.48° пн. ш. 76.84° зх. д.
Округ  Бофорт (англ. Beaufort County) — округ (графство) у штаті  Північна Кароліна, США. Ідентифікатор округу 37013.

## Історія
Округ утворений 1705 року.

## Демографія
За даними перепису 
2000 року 
загальне населення округу становило 44958 осіб, зокрема міського населення було 14418, а сільського — 30540.
Серед мешканців округу чоловіків було 21438, а жінок — 23520. В окрузі було 18319 домогосподарств, 12954 родин, які мешкали в 22139 будинках.
Середній розмір родини становив 2,89.
Віковий розподіл населення поданий у таблиці:
| Стать    | До 15 років | 15-21 | 22-29 | 30-39 | 40-49 | 50-65 | 65-85 | Понад 85 |
| -------- | ----------- | ----- | ----- | ----- | ----- | ----- | ----- | -------- |
| Чоловіки | 4454        | 1970  | 1934  | 2826  | 3228  | 4146  | 2685  | 195      |
| Жінки    | 4229        | 1874  | 2103  | 2927  | 3581  | 4558  | 3643  | 605      |

## Виноски
1. ↑  U.S. Decennial Census. United States Census Bureau. Архів оригіналу за 26 квітня 2015. Процитовано 12 січня 2015.
2. ↑  Historical Census Browser. University of Virginia Library. Архів оригіналу за 11 серпня 2012. Процитовано 12 січня 2015.
3. ↑  Forstall, Richard L., ред. (27 березня 1995). Population of Counties by Decennial Census: 1900 to 1990. United States Census Bureau. Архів оригіналу за 3 березня 2015. Процитовано 12 січня 2015.
4. ↑  Census 2000 PHC-T-4. Ranking Tables for Counties: 1990 and 2000 (PDF). United States Census Bureau. 2 квітня 2001. Архів оригіналу (PDF) за 18 грудня 2014. Процитовано 12 січня 2015.
5. ↑  State & County QuickFacts. United States Census Bureau. Архів оригіналу за 7 липня 2011. Процитовано 17 жовтня 2013. [Архівовано 2011-06-06 у Wayback Machine.](англ.) Наведено за англійською вікіпедією.
6. ↑  American FactFinder. Бюро перепису населення США. Архів оригіналу за 26 лютого 2012. Процитовано 31 січня 2008. [Архівовано 2008-05-21 у Wayback Machine.]

| США | Це незавершена стаття з географії США. Ви можете допомогти проєкту, виправивши або дописавши її. |